# Andreas Gabalier
Andreas Gabalier (Friesach, 21 november 1984) is een Oostenrijkse zanger.

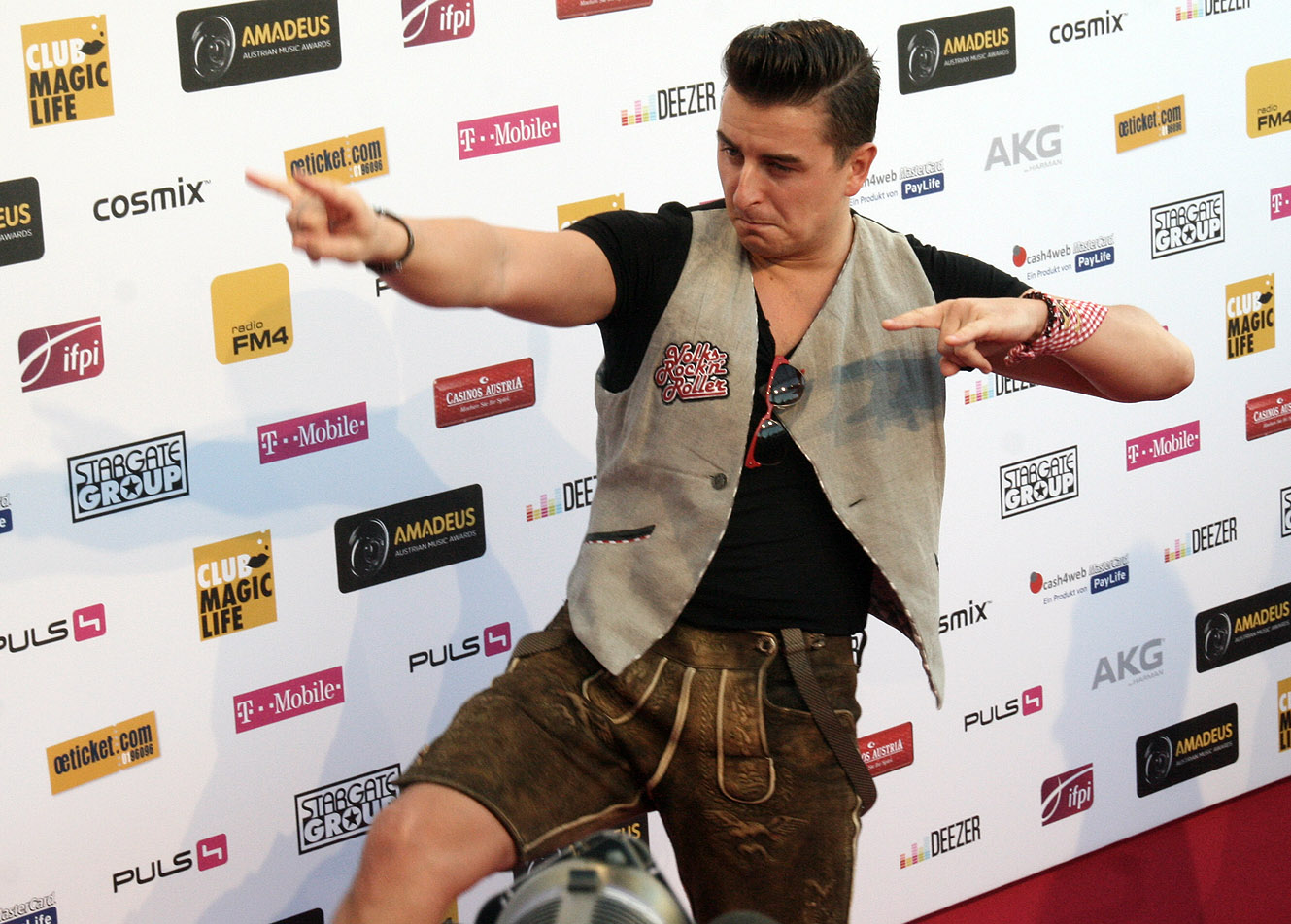
Gabalier in 2012

## Biografie
Na de middelbare school studeerde Gabalier rechten in Graz, maar deze studie maakte hij niet af. In 2006 pleegde zijn vader zelfmoord, waarna zijn zusje in 2008 hetzelfde deed. Nadat Gabalier in 2008 zelfgemaakte liedjes presenteerde aan de Österreichischer Rundfunk, nam de Oostenrijker in mei 2009 deel aan de Grand Prix der Volksmusik, waarbij hij als tweede eindigde.
Het handelsmerk van Gabalier is de korte leren broek, die hij draagt tijdens optredens als herinnering aan zijn jeugdjaren toen de naar de oostelijke Alpen verwijzende Lederhose nog algemeen bij de Zuid-Duitse en Oostenrijkse lokale volkse jongerenmode hoorde.

### Gezin en privéleven
Andreas Gabalier is de tweede oudste van de vier kinderen van Wilhelm en Huberta Gabalier. Hij groeide op in Graz. Naast toernooidanser Willi Gabalier heeft hij nog een jongere broer. De Franse familienaam Gabalier komt van een soldaat die in 1796 in de loop van de Italiaanse veldtocht door Napoleon Bonaparte naar Oostenrijk kwam en daar bleef.
Gabaliers vader stierf in 2006 door zelfmoord en zijn jongere zus in 2008. Het lied Amoi seg' ma uns wieder (We zullen elkaar ooit weer zien) is aan hen opgedragen. Van 2013 tot september 2019 had Gabalier een relatie met de Oostenrijkse moderator Silvia Schneider.

## Discografie
| Jaar | Album               | Vlag van Duitsland | Vlag van Duitsland | Vlag van Oostenrijk | Vlag van Oostenrijk | Vlag van Zwitserland | Vlag van Zwitserland |
| Jaar | Album               | 100                | weken              | 40                  | weken               | 100                  | weken                |
| ---- | ------------------- | ------------------ | ------------------ | ------------------- | ------------------- | -------------------- | -------------------- |
| 2009 | Da komm’ ich her    | 33                 | 18                 | 4                   | 295                 | 19                   | 16                   |
| 2010 | Herzwerk            | 31                 | 60                 | 1                   | 195                 | 23                   | 57                   |
| 2011 | Volks-Rock‘n’Roller | 19                 | 23                 | 1                   | 100                 | 35                   | 39                   |
| 2013 | Home Sweet Home     | 4                  | 150                | 1                   | 163                 | 2                    | 128                  |
| 2015 | Mountain Man        | 1                  | 114                | 1                   | 130                 | 1                    | 116                  |
| 2018 | Vergiss mein nicht  | 1                  | 38                 | 1                   | 42                  | 1                    | 35                   |
| 2022 | Ein neuer Anfang    | 2                  | 11                 | 1                   | 24                  | 2                    | 10                   |

## Onderscheidingen

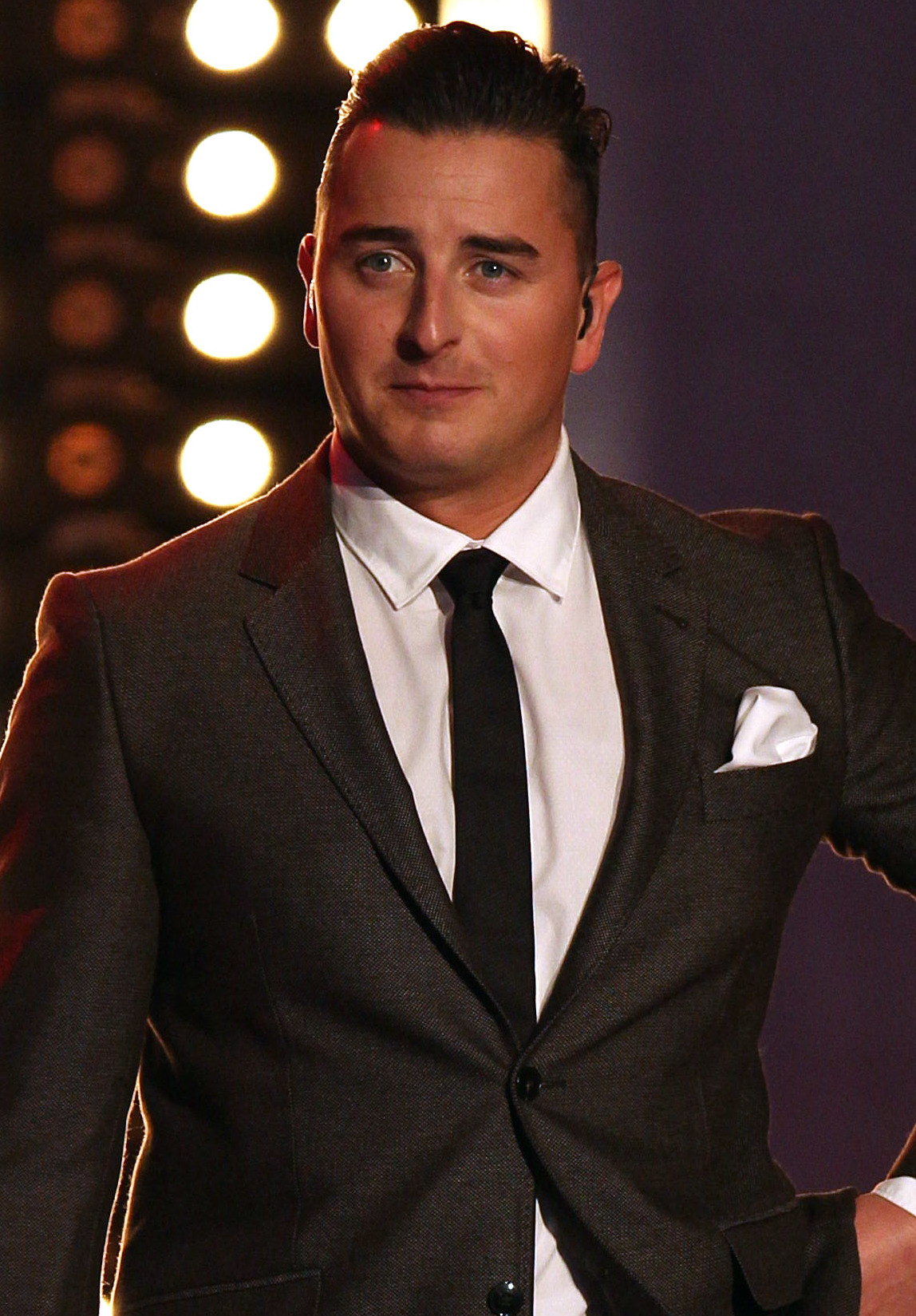
Gabalier in 2014

Naast gouden en platina platen ontving Gabalier onder meer de volgende prijzen:
Amadeus Award
- 2012: in de categorie Beste live-act
- 2012: in de categorie Schlager
- 2013: in de categorie Volkstümliche Musik
- 2014: in de categorie Volkstümliche Musik
- 2015: in de categorie Beste live-act
- 2016: in de categorie Volksmusik
- 2017: in de categorie Volksmusik

Bambi
- 2012: in de categorie Shootingstar

Deutscher Fernsehpreis
- 2014: in de categorie Beste amusementsprogramma (met Sing meinen Song – Das Tauschkonzert)

Die Eins der Besten
- 2015
- 2019: in de categorieën Beste zanger en Beste album

Echo Pop
- 2012: in de categorie Volkstümliche Musik
- 2015: in de categorie Volkstümliche Musik
- 2015: in de categorie Samenwerking van het jaar (met Sing meinen Song – Das Tauschkonzert)
- 2017: in de categorie Volkstümliche Musik

Munich Olympic Walk of Stars
- 2013
- 2017

Karl-Valentin-Orden
- 2019